# Abús (grup de rock)
Abús és un grup català de rock liderat per Agustí Busom.

## Discografia
- Les trampes del sostre, Senitart (2011)
- Esthels, Grabaciones Silvestres (2008)
- A can pistraus, Ariadna Records (2006)[1]
- Mèltic, Discmedi (2004)[2][3]
- Son, Discmedi (2002)[4]
- Desembre, autoeditat (2001)
- Novembre, autoeditat (2000)
- Octubre, autoeditat (2000)
- V.O.S., autoeditat (2000)
- Abús, autoeditat (2000)